# Liste der Staatsformen und Regierungssysteme
Diese Liste der Staats- und Regierungsformen verzeichnet alle auftretenden Regierungssysteme sortiert nach der heutigen, zweigeteilten Auffassung der Staatsformen, nämlich Republik und Monarchie. Da einige Politikwissenschaftler und Staatsrechtler aber teilweise diese beiden Staatsformen auch noch gegenüber diktatorischen Systemen abgrenzen (was umstritten ist, zumal sich Diktaturen in der Regel formaljuristisch Monarchien oder Republiken nennen), wurden ebenfalls die dort auftretenden Regierungssysteme im Folgenden näher erläutert:

## Monarchie
Monarchie bezeichnet eine Alleinherrschaft oder eine Staatsform, bei der ein Monarch der Souverän ist. Dies bedeutet, die Exekutivgewalt ist grundsätzlich in einer Person an der Spitze konzentriert, welche entweder durch Erbfolge oder durch Wahl nach tradierten Riten bestimmt ist. Bis ins 19. Jahrhundert übte der Monarch die alleinige Staatsgewalt aus (monarchisches Prinzip); heute ist sie nicht mehr notwendigerweise zentralisiert. Ein Monarch ist auf Lebenszeit oder bis zur freiwilligen Abdankung im Amt, kann aber in manchen Staaten auch gesetzlich seines Amtes enthoben bzw. zur Abdankung gezwungen werden.

### Varianten der Staatsform Monarchie
- Erbmonarchie: Eine Erbmonarchie bezeichnet eine Monarchie, in der die Thronfolge durch die Nachkommen des Monarchen eingenommen wird.
- Wahlmonarchie: Der Monarch wird nicht durch die Erbfolge, sondern durch eine Wahl bestimmt.

Im Folgenden werden die möglichen in Monarchien auftretenden Regierungssysteme (ohne diktatorisch-autokratische Systeme) aufgeführt:
| Regierungssysteme in Monarchien | Bedeutung |
| ------------------------------- | --- |
| Absolute Monarchie              | Der Monarch besitzt uneingeschränkte Macht (siehe auch Tyrannis und Despotie).                                                  |
| Konstitutionelle Monarchie      | Die Macht des Monarchen ist durch eine Verfassung mehr oder weniger beeinträchtigt; er kann nicht absolut herrschen.            |
| Parlamentarische Monarchie      | Demokratische Monarchie, da der Monarch ausschließlich repräsentative Aufgaben hat                                              |
| Ständische Monarchie            | Gliederung des Volkes in mehrere ungleich mächtige Stände, Lehnsherrschaft und starke Monarchie (vgl. Mittelalter, Feudalismus) |

## Republik
Die Republik (lat. "res publica" = "öffentliche Angelegenheit") steht in erster Linie für das Gemeinwohl, bzw. für die Volkssouveränität. Als die Staatsform, die sich am Gemeinwohl orientiert, gilt sie seit der Französischen Revolution als Gegenstück zur Monarchie; geht oft mit der Demokratie einher, muss aber nicht (die Römische Republik war beispielsweise nicht demokratisch; parlamentarische Monarchien sind demokratisch, aber keine Republiken).

### Varianten der Staatsform Republik
(schließen sich gegenseitig nicht immer aus; Mischformen möglich)
- Aristokratische Republik: ständestaatliche Herrschaftsform mit Vorherrschaft des Adels (Adelsrepublik) auch im Rahmen eines Senats als Senatsaristokratie oder mit bürgerlich-patrizischer Vorherrschaft (Städtearistokratie) oder klerikalistischer Priesterherrschaft (Priesteraristokratie). Davon zu unterscheiden sind die Arbeiteraristokratie und die Geldaristokratie.
- Autonome Teilrepublik: autonome Republik, welche jedoch völkerrechtlich einer anderen, also einer Bundesrepublik, angehört; besonders autonome Sonderform der Unionsrepublik
- Bundesrepublik: föderale Republik, Bund mehrerer teilsouveräner Gliedstaaten
- Dschamahirija (Dschamahiriyya, Jamahiriyya): direktdemokratische islamische Republik der „Volksmassen“. Sie wurde von Muammar al-Gaddafi in Libyen erfunden und erstmals implementiert.
- Islamische Republik: Bezeichnung für Staaten, die teilweise nach islamischen Prinzipien regiert werden (Gottesstaat auf Grundlage des Koran)
- Konstitutionelle Republik: Bezeichnung für Republiken, deren staatliche Zwangsgewalt durch eine Verfassung (Konstitution) beschränkt ist und daher den Bürgern Sicherheit und Schutz bietet. Diese Art der Republik ist heutzutage in so gut wie jeder Demokratie anzutreffen.
- Rzeczpospolita (poln. „gemeinsame Sache“): Bezeichnung für die Polnisch-Litauischen Adelsrepubliken; de facto Wahlmonarchien mit ausgeprägter Adelsbeteiligung
- Tochterrepublik: informelle Bezeichnung für Republiken, welche nach dem Vorbild einer anderen aufgebaut wurden, geschichtlich vor allem nach dem Modell Frankreichs, Deutschlands oder Großbritanniens.
- Unionsrepublik (Teilrepublik): Bezeichnung für autonome (Teil-)Republiken in einem größeren Verbund (z. B. Bundesstaat)
- Volksrepublik (diktatorisch): Selbstbezeichnung, meist für Einparteiensysteme, bei denen eine kommunistische Partei autokratisch regiert
- Einparteiensystem (diktatorisch): diktatorische Herrschaft durch eine Partei, oft in realsozialistischen oder faschistischen Ländern anzutreffen
- Militärdiktatur (diktatorisch): Ausübung der Regierung durch ein militärisches System (siehe auch Militärregierung)

Im Folgenden werden die möglichen in Republiken auftretenden Regierungssysteme (ohne diktatorisch-autokratische Systemen) aufgelistet:
| Regierungssysteme in Republiken                      | Bedeutung |
| ---------------------------------------------------- | --- |
| Parlamentarisches Regierungssystem                   | Die Ämter von Staats- und Regierungschef sind getrennt, wobei die Regierung stets vom Vertrauen des Parlaments abhängig ist.                                                                |
| Präsidentielles Regierungssystem (Präsidialrepublik) | Republik, in der der Präsident sowohl Staatsoberhaupt als auch Regierungschef ist und in (quasi-)direkter Volkswahl bestimmt wird                                                           |
| Semipräsidentielles Regierungssystem                 | Ursprünglich Begriff für das politische System Frankreichs während der Fünften Republik, heute auch auf andere Systeme angewandt. Mischtyp aus parlamentarischem und präsidentiellem System |
| System der parlamentsgebundenen Exekutivgewalt       | Republik, in der der Präsident sowohl Staatsoberhaupt als auch Regierungschef ist, jedoch vom Parlament gewählt wird und von dessen Vertrauen abhängig ist                                  |
| Räterepublik                                         | Herrschaft wird über vom Volk direkt gewählte Räte ausgeübt |
| Direktorialsystem                                    | Republik, in der ein Direktorium die Regierungsgewalt innehat |

## Diktatur
Die Diktatur (lat. vorschreiben, befehlen) ist ein politisches System, das meist zu den Herrschaftsformen gezählt wird, allerdings auch als Staatsform aufgefasst werden kann. Ursprünglich war ein (römischer) Diktator ein mit Sondervollmachten legitimierter Befehlshabender über alle Bereiche auf Zeit in Notzeiten. In einer Diktatur regiert ein einzelner Diktator oder eine kleine Gruppe ohne freie Wahlen; (moderne) Diktatoren kommen anders als Monarchen nicht durch Erbschaft oder Wahl an die Macht, sondern illegitim, indem sie eine legitime Staatsform stürzen. Deshalb können auch formelle (de jure) Republiken oder Monarchien diktatorisch geführt werden.

### Varianten der Staatsform Diktatur
Die Herrschaftsausübung kann entweder
- autoritär oder
- totalitär sein.

Einen Sonderfall stellt die aus der kommunistischen Ideologie stammende Diktatur des Proletariats – also die Herrschaft der Arbeiterschaft – dar, die jedoch (zumindest theoretisch) keine Diktatur im klassischen Sinne darstellt und umgekehrt auch als Demokratie für die Mehrheit bezeichnet werden kann. Dabei wird davon ausgegangen, dass jedes historische und gegenwärtige politische System eine Diktatur einer Klasse über eine oder mehrere andere darstellt. Somit soll in der Diktatur des Proletariats die Mehrheit der Gesellschaft (Arbeiterschaft) über eine Minderheit (Bourgeoisie) herrschen.
Die nachfolgende Tabelle fasst auch die diktatorischen Regierungssysteme nochmals konkret zusammen:
| Regierungssysteme in Diktaturen | Bedeutung |
| ------------------------------- | --- |
| Einparteiensystem               | Diktatorische Herrschaft durch eine Partei, oft in realsozialistischen oder faschistischen Ländern anzutreffen                                      |
| Militärdiktatur                 | Ausübung der Regierung durch ein militärisches System                                                                                               |
| Personelle Diktatur             | Auf eine Führungsperson fixierte, weniger ideologische Diktatur und damit das Regierungssystem einer diktatorischen, oft charismatischen Herrschaft |
| Mischformen                     | Mischtypen aus den vorherigen Diktaturvarianten |
| Tyrannis / Despotie             | Wertender Begriff für Willkürherrschaft eines einzelnen ohne Gemeinwohlorientierung; nach Aristoteles Entartung der Monarchie                       |